# ルートヴィヒ・ヘルシャー
ルートヴィヒ・ヘルシャー（Ludwig Hoelscher, 1907年8月23日 - 1996年5月8日）は、ドイツのチェロ奏者。

## 経歴
現在のノルトライン＝ヴェストファーレン州ゾーリンゲンで生まれる。6歳でチェロを始めた。ケルンで修業の後、ミュンヘンでヴィルヘルム・ランピング、ライプツィヒでユリウス・クレンゲル、ベルリンでフーゴ・ベッカーに師事し、1930年にメンデルスゾーン賞を獲得した。
その後は、エリー・ナイの率いるピアノ三重奏団に加わり、1936年にヴィルヘルム・フルトヴェングラーの指揮するベルリン・フィルハーモニー管弦楽団の演奏会でソリストとしてデビューを飾った。1937年にナチスに入党し、ベルリン高等音楽院のチェロ科教授に就任する。
第二次世界大戦後は1953年から1971年までシュトゥットガルト音楽演劇大学で後進の指導に当たりつつ、演奏活動を続けた。1953年に来日している。
門下には、ペーター・ブックやアニア・タウアー等がいた。
1996年にトゥッツィングにて死去。